# Darma de Mágada
Darma foi um rei semilendário da dinastia de Briadrata que governou sobre Mágada em sucessão de Suvrata, seu pai. Reinou entre 973 e 951 a.C., segundo algumas reconstituições. Foi sucedido por seu filho Susrama.